# Journey to the Lost City
Journey to the Lost City è un film antologico del 1960, fusione di due film diretti da Fritz Lang l'anno precedente. Fu distribuito nel mese di ottobre con questo titolo negli Stati Uniti e in Gran Bretagna col titolo di Tiger of Bengal dalla casa produttrice American International che fuse, in un'unica versione di novantacinque minuti, i due film di Fritz Lang La tigre di Eschnapur (1959) e Il sepolcro indiano (1959), ciascuno della durata di un'ora e quaranta minuti.
Fritz Lang commentò questa operazione con Peter Bogdanovich, nella intervista rilasciatagli nel 1968: «Perciò le lascio immaginare come si presentava. Aveva però un titolo molto bello: Journey to the Lost City (Viaggio nella città perduta)»